# Захисник (роман Нівена)
«Захисник» (англ. Protector) — науково-фантастичний роман американського письменника Ларрі Нівена 1973 року, дія якого розгортається у всесвіті «Відомого космосу». У 1974 році він був номінований на премію Г'юго та посів четверте місце в щорічному опитуванні Locus того року.
У творі з'являється гуманоїдна раса під назвою пак, вперше представлена в оповіданні 1967 року «Дорослі», що становить першу половину роману (там він називається Фсстпок (англ. Phssthpok)); друга половина називається Vandervecken. Паки також з'являються в кількох пізніших роботах Нівена, включно з пізнішими томами серії «Світ-кільце» і романом «Знищувач світів», який є напів-продовженням «Захисника».

## Короткий зміст сюжету
Роман складається з двох частин в одному просторі, розділених 220 роками часу. Головна ідея роману полягає в тому, що люди еволюціонували з молодої стадії пак, виду з окремою дорослою формою («Захисниками»), що має величезну силу та інтелект і піклується лише про молодших паків свого роду. Ключовим моментом сюжету є те, що перехід до стадії Захисника опосередкований споживанням кореня особливої рослини, яка називається Дерево Життя, яку неможливо ефективно культивувати на Землі.
Перша половина книги розповідає про долю пака на ім'я Фсстпок, який вирушив з рідної планети паків у пошуках колонії паків у далекій системі Сол (наша Сонячна система), яка мільйони років тому вирушила на пошуки придатної для колонізації планети. Вже майже діставшись до мети, він захоплює в полон белтера (робітника з поясу астероїдів) на ім'я Джек Бреннан, який заражається запасами кореня дерева життя Фсстпока і перетворюється на Захисника (або, принаймні, на людський варіант). Вони приземляються на Марсі, де Бреннан вбиває Фсстпока і рятується двома людьми, Ніком Солом і Лукасом Гарнером, які вирушили на зустріч з прибульцем. Перша частина роману закінчується тим, що Бреннан розповідає свою історію людям перед тим, як відправитися в далекі краї Сонячної системи.
Друга частина книги розповідає про долю людини на ім'я Рой Трусдейл, який був викрадений і не пам'ятає про цю подію. Під час пошуків викрадача він знайомиться з белтеркою Еліс Джордан, яка допомагає йому з'ясувати, що людина, яку він шукав, є ніким іншим, як Джеком Бреннаном. Трусдейл і Джордан знаходять Бреннана за межами Сонячної системи у вигаданому Бреннаном світі під назвою Коболд. Бреннан дізнається, що до людського космосу прямує флот вторгнення паків, і, щоб відвернути увагу від Землі, бере Трусдейла до людської колонії-аванпосту під назвою Хоум. Під час подорожі вони вступають у бій з кораблями-розвідниками флоту паків. Бреннан і Трусдейл прибувають на Хоум, де Трусдейл дізнається, що Бреннан планує перетворити колонію на оборонну армію людей-захисників. Трусдейл вбиває Бреннана і приземляється на Хоум, але сам заражається мутованим штамом вірусу «Дерева життя», який швидко поширюється на інших колоністів, таким чином виконуючи план Бреннана, незважаючи на початкові спроби Трусдейла завадити йому. Після свого перетворення у форму Захисника, Трусдейл одразу ж починає вважати план Бреннана необхідним і завершує його, втікши з лікарняного ув'язнення та заразивши все населення Хоуму. Модифікований вірус або вбиває, або перетворює решту мешканців, в результаті чого з'являється армія Захисників. Нові Захисники вважають, що вони повинні діяти швидко, щоб врятувати решту людства, і починають готуватися до битви з флотом вторгнення паків.
Крім того, згадується, що під час свого перебування в зовнішній частині Сонячної системи Бреннан влаштував геноцид на Марсі, відправивши великий крижаний астероїд на планету, щоб підвищити вміст води в її атмосфері. Вода є смертельною для метаболізму марсіан, тому це фактично знищило їхній вид. Цей інцидент підкреслює притаманну пакам-захисникам ксенофобію та абсолютну безжалісність у досягненні їхньої кінцевої мети — захисту своїх нащадків.
Події, які підштовхнули Бреннана до цього вчинку, описані в оповіданнях «Як гинуть герої» та «На дні діри», двох коротких оповіданнях 1966 року, які Нівен спочатку опублікував у журналі «Гелексі сайнс фікшн», а згодом зібрав у збірці «Непостійний місяць». У цих оповіданнях описано два випадки, коли марсіани вбили кількох людей, які приземлилися на їхній планеті, після чого люди просто залишили Марс у спокої. На думку Захисника Бреннана, відданого захисту людей і не зважаючи на інших, це було достатньою причиною для винищення цілого виду.

## Концепції

### Пак
Вид під назвою Пак живе на планеті поблизу ядра Чумацького Шляху. Вид має три основні стадії розвитку: Дитина, Розмножувач, Захисник. Пак народжується і дозріває до стадії розмножувача, після чого може народжувати дітей. Розмножувачне відрізняються особливим розумом. Приблизно у віці 34 (близько 42 земних років) корінь рослини Дерева Життя починає приваблювати розмножувачів, і вони їдять його та перетворюються на стадію Захисника за допомогою вірусу, який живе в рослині. Суглоби Захисника розширюються, щоб надати його м'язам більшого розміру, шкіра зморщується, перетворюючись на міцну броню, а нігті стають висувними кігтями. Біля паху розвивається друге серце, рот перетворюється на дзьоб, а всі статеві ознаки зникають. Найважливішою зміною є те, що мозок розширюється, наділяючи захисника величезним інтелектом. У захисника немає іншої мотивації, окрім збереження свого роду, і тому на батьківщині паків ніколи не припиняються війни, оскільки всі захисники постійно намагаються забезпечити виживання своїх нащадків за рахунок усіх інших. Якщо у захисника не залишається дітей, він більше не відчуває бажання їсти і помирає, якщо тільки не змінить свій світогляд і не прийме всю расу паків та не працюватиме на їхнє благо.

### Походження людства
Два з половиною мільйони років тому група Захисників видовбала астероїд, перетворила його на корабель і вирушила в плавання галактичними просторами. Зрештою вони оселилися на Землі, але виявили, що корінь Дерева Життя там не росте, а це означає, що жоден розмножувач не перетвориться на захисника, а захисники загинуть без кореня. Захисники витратили свій час на створення лазера, достатньо потужного, щоб відправити повідомлення про допомогу на рідну планету паків. Зрештою, розмножувачі, відомі нам як Homo habilis, еволюціонували в сучасні форми, включаючи людей.

### Фсстпок
Фсстпок втратив усіх своїх плідних нащадків у війні на рідній планеті паків, і йому потрібно було знайти сенс свого життя, інакше він помре. Провівши багато часу в бібліотеці рідної планети, він знайшов історію пакської експедиції з пошуку придатної для життя планети в галактичних рукавах. Він з'ясував, що в ґрунті Землі бракує оксиду талію, і організував рятувальну місію на борту корабля 33 000 років тому, прибувши до Сонячної системи у 2125 році нашої ери.

### Персефона
Згідно з романом, Персефона є десята планета (Планета Х) Сонячної системи. Вперше виявлена за допомогою математичного аналізу відхилень орбіт кількох відомих комет 1972 року. Вперше зафіксована візуально 1984 року. Нівен надає їй додаткових якостей, таких як ретроградний рух, під кутом у шістдесят один градус до екліптиці і масу, трохи меншу за масу Сатурна.

### Нейтроній
Бреннан створив сферу діаметром 8 футів з нейтронію, матеріалу, що складається з щільно упакованих нейтронів. Сфера мала поверхневу гравітацію у вісім мільйонів g і утримувалася в полі стазису в його світі Коболд.

### Кобольд
Кобольд — це штучний світ, який Джек Бреннан створив на краю Сонячної системи з сировини, використовуючи свій просунутий інтелект Захисника та людську примхливість, доповнивши його штучною екосистемою. Кобольд був домівкою Бреннана понад 200 років. Він був знищений після від'їзду Бреннана і Роя Трусдейла з Коболда. Коболд, схоже, названий на честь кобольдів з німецького фольклору, духів, яких люди вважали іноді пустотливими бешкетниками, а іноді молилися їм про захист. Ця роль відповідає подвійній природі Джека Бреннана: він і хитрун (використовує свій вищий інтелект, щоб спантеличити людей на Землі), і самопроголошений Захисник людства.

## Хронологія подій
- 2,5 млн років тому — заселення Землі пакськими колоністами.
- 33 000 років до н. е. — Фсстпок залишає рідну планету паків.
- 32 800 р. до н. е. — Перша хвиля еміграції залишає батьківщину паків.
- 32 500 р. до н. е. — Друга хвиля еміграції залишає батьківщину паків.
- 32 500 р. до н. е. — Пакські розвідники залишають батьківщину.
- 2125 р. н. е. — Фсстпок прибуває в Сонячну систему. Бреннан стає захисником.
- 2340 р. н. е. — Викрадення Трусдейла.
- 2341 р. н. е. — Виявлення флоту паків. Відліт Летючого Голландця. Знищення Кобольда.
- 2346 р. н. е. — Виявлення зірки Фсстпока.
- 2350 р. н. е. — Прибуття на Хоум.

## Рецензія
Сідні Коулман схвально відгукнувся про роман у Фентезі & Сайнс фікшн; хоча й описав його як «дві довгі новели, що видаються за роман», він зазначив, що «обидві половини книги пронизані винахідливістю, яка була рушійною енергією оповідань Нівена з часів його ранніх творів».